# Костельман Володимир Михайлович
Володимир Михайлович Костельман (нар. 13 листопада 1972, м. Дніпро, Україна) — український підприємець та музикант, генеральний директор Fozzy Group, доларовий мільйонер, у 2020 році посів 42 місце серед найбагатших українців за рейтингом журналу Forbes, його статки оцінено в 215 мільйонів доларів США. Неодружений, батько шести дітей.

## Освіта
Навчався у Тюменському індустріальному інституті. У 1997 році закінчив Державну металургійну академію України у Дніпрі за спеціальністю «Автоматизація металургійних процесів і виробництв». У 2001-му – закінчив Центральний інститут післядипломної педагогічної освіти Академії педагогічних наук України за спеціальністю «Менеджмент організацій».

## Біографія
Володимир Костельман розпочав свою підприємницьку діяльність у 1992 році, займаючись роздрібною торгівлею кавою, чаєм, шоколадом та цигарками. У 1997 році заснував Fozzy Group. Того ж року відбулося відкриття першого гіпермаркету Fozzy Cash&Carry.  У 1998 році було відкрито перший супермаркет «Сiльпо».  
У 2000 році до Fozzy Group увійшов ТОВ «Ніжинський консервний завод».  У 2002 році відбулося відкриття першого магазину «Фора», орієнтованого на продаж товарів біля дому. У 2008 році — запуск мережі аптек «Біла ромашка», а в 2012 році — перших делікатес-маркетів Le Silpo. У 2014 році створено мережу туристичних агенцій «Сільпо Вояж».
У 2016 році Володимир Костельман разом із фотографом Кирилом Кисляковим відкрили «БарменДиктат». 
Крім того, у 2016 році Fozzy Group розширила бізнес, запустивши торговельну мережу «THRASH! ТРАШ!» та відкривши ресторан-піцерію POSITANO, який 2021 року увійшов до переліку найкращих закладів італійської кухні в Україні за версією Gambero Rosso.   У 2018 році відкрилися ресторани Escobar та Who&Why.Drinkery. У 2021 році Fozzy Group запустила мережу спортклубів APOLLO NEXT,    маркетплейс MAUDAU та магазин зоотоварів E-ZOO.
У 2022 році Fozzy Group запустила онлайн-хімчистку MINK та сервіс швидкої доставки продуктів LOKO. У 2024 році Fozzy Group відкрила медичний центр Doctor Sam у Києві. 
Має бізнес-партнерів Романа Чигіря, Олега Сотникова, Юрія Гнатенка.

## Хобі
Пише вірші. 1988 року разом з Романом Чигірем заснували поетичне угруповання «Поэ Боэ». Донині залишаються єдиними його членами. Фінансує міжнародний фестиваль поезії «Київські лаври».
З 2001 по 2015 рік — вокаліст і соло-гітара у музичному гурті «Ремонт води», який був заснований спільно з друзями Романом Чигірем та Олегом Сотниковим. 
З 2015 року — вокал і соло-гітара в гурті «Гибкий Чаплинъ».